# Lancia Omicron
Pour les articles homonymes, voir Omicron.
Le Lancia Omicron est un châssis destiné aux carrossiers pour la construction d'autocars et autobus, produit par le constructeur italien Lancia
C'est en 1927 que Lancia lance le projet d'un nouveau châssis lourd, complètement novateur, affichant des caractéristiques très modernes et destiné à être utilisé pour des autobus de transports urbains et interurbains : l'Omicron. 
Le châssis sera équipé d'un nouveau moteur essence six cylindres en ligne de 7.060 cm3 développant 91,5 ch. Ce moteur comporte des soupapes en tête directement commandées par deux arbres à cames. Le châssis dispose d'un pont arrière porteur et le plancher est surbaissé par rapport aux autres châssis de l'époque. L'Omicron sera proposé en deux versions : courte et longue. L'Omicron remporte un très vif succès commercial. Son freinage, particulièrement efficace, est doté d'un servo-frein à dépression.
Bon nombre de ces autobus urbains adoptés par la société des transports de la ville de Rome sont restés en service sur des distances astronomiques, plus de 2 millions de kilomètres, tout en donnant entière satisfaction aux employés et aux usagers. 
De nombreux Omicron seront utilisés pendant des décennies avec une carrosserie wagon-lit pour sillonner le désert du Sahara afin d'assurer la liaison quotidienne entre l'Algérie et le Soudan français.
Vers le milieu des années 1930, Lancia met au point un moteur diesel à cinq cylindres de 6.871 cm3 de cylindrée développant 93 ch.
C'est une alternative intéressante au gros moteur essence qui, malgré la robustesse de l'Omicron, pénalisait les coûts d'exploitation. 
Le Lancia Omicron a été produit de 1927 à 1936.